# Isturgia
Isturgia là một chi bướm đêm thuộc họ Geometridae.

## Các loài tiêu biểu
- Isturgia limbaria - Frosted Yellow
- Isturgia penthearia

## Hình ảnh

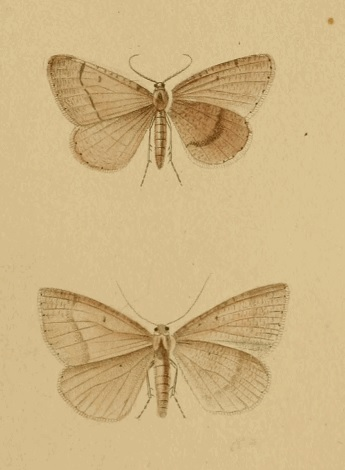